# فربيون لوزي
الفربيون اللوزي (باللاتينية: Euphorbia amygdaloides) نوع نباتي يتبع جنس الفربيون من الفصيلة اللبنية.

## الموئل والانتشار
ينتشر في بعض حوض البحر الأبيض المتوسط بما في ذلك المغرب العربي ومعظم مناطق أوروبا.